# Crotalaria miranda
Crotalaria miranda är en ärtväxtart som beskrevs av Milne-redh.. Crotalaria miranda ingår i släktet sunnhampor, och familjen ärtväxter. Inga underarter finns listade i Catalogue of Life.